# 平氏の人物一覧
この一覧は未完成です。加筆、訂正して下さる協力者を求めています。

平氏の人物一覧(へいしのじんぶついちらん)
ここでは、平氏の人物を紹介する。なお、順番は50音順とする。

## 一覧

### あ行
- 敦盛
- 有親
- 有盛
- 家貞
- 家実
- 家継
- 家房
- 家盛

### か行
- 景清
- 兼忠
- 兼任
- 完子
- 清雲
- 清経
- 清房
- 清盛
- 公雅
- 国香
- 維茂
- 維時
- 維輔
- 維忠
- 維俊
- 維敏
- 維衡
- 維将
- 維幹
- 維叙
- 維盛
- 維良

### さ行
- 貞正
- 貞盛
- 貞能
- 五月姫
- 繁兼
- 滋子
- 繁貞
- 重実
- 繁茂
- 繁職
- 重度
- 重衡
- 重盛
- 繁盛
- 資盛
- 清子
- 宣子

### た行
- 高清
- 高衡
- 高望王
- 忠輔
- 忠高
- 忠綱
- 忠常
- 忠度
- 忠房
- 忠正
- 忠将
- 忠光
- 忠盛
- 忠行
- 忠頼
- 胤宗
- 親真
- 親宗
- 経方
- 経兼
- 常親
- 常近
- 常遠
- 経俊
- 常長
- 経正
- 常将
- 経光
- 経盛
- 輝経
- 時家
- 時国
- 時子
- 時定
- 時実
- 時忠
- 時信
- 時秀
- 時宗
- 時盛
- 徳子
- 知信
- 知度
- 知範
- 知盛

### な行
- 直方
- 長盛
- 如蔵尼
- 範季
- 教経
- 範延
- 教盛

### は行
- 春姫
- 広常
- 広盛

### ま行
- 将門
- 正輔
- 正綱
- 将恒
- 正済
- 正度
- 正盛
- 正能
- 通正
- 宗実
- 宗盛
- 基盛
- 盛国
- 盛子
- 盛綱
- 師盛

### や行
- 安忠
- 康頼
- 行実
- 良兼
- 良茂
- 良智
- 良衡
- 良広
- 良文
- 良正
- 良将
- 良持
- 良繇
- 頼綱
- 頼盛